# Aigre

Aigre este o comună în departamentul Charente, Franța. În 1 ianuarie 2022 avea o populație de 1.600 de locuitori.